# Nâsir ad-Dawla Asaf Jâh IV
Nabâb Mir Farkhunda `Alî Khân Nâsir ad-Dawleh, Asaf Jâh IV ou Asaf Jâh IV est le septième souverain de la dynastie des Nizâm de l'Hyderâbâd. Il est né le 25 avril 1794 à Bîdâr. Il est le fils aîné de Nizâm al-Mulk Asaf Jâh III, Après la mort de son père le 21 mai 1829, il accède au trône le 24 mai. Il meurt le 16 mai 1857 à Hyderâbâd et est enterré dans la mosquée Mecca Masjid.

## Biographie
Nâsir ad-Dawla est le fils de Chandli Begum, la seconde épouse de Nizâm al-Mulk Asaf Jâh III, elle-même fille d'une esclave. Nâsir ad-Dawla restera illettré jusqu'à sa mort. C'est son père qui lui donne le titre de Nâsir ad-Dawla. 

### Règne
Nizâm al-Mulk Asaf Jâh III est mort le 21 mai 1829. Nâsir ad-Dawla monte sur le trône le 24 mai sous le nom de Asaf Jâh IV. Il garde les ministres de son père, mais après leur départ les premiers ministres vont se succéder rapidement. Déjà sous le règne de son père de nombreux officier britanniques occupaient des fonctions civiles. Une de ses premières requêtes auprès du Gouverneur Général Lord William Bentick est de lui demander des fonctionnaires européens.
En 1830, le résident britannique est J. Stewart.
En septembre 1838, le résident britannique est James Stuart Fraser, il reste dans cette fonction jusqu'en décembre 1852.
En 1843, Raja Ram Baksh est nommé premier ministre.
En 1846, Siraj ul-Mulk est nommé premier ministre. L'école de médecine d'Hyderâbâd est fondée. Le Docteur William MacLean en est le premier directeur.
En 1849, Raja Ram Baksh est nommé premier ministre pour la deuxième fois.
En 1851, Siraj ul-Mulk est nommé premier ministre pour la deuxième fois.
En 1853, le résident britannique est John Low. Il informe Asaf Jâh IV que le gouvernement britannique exige le paiement de 6 400 000 roupies pour prix du maintien du contingent militaire. Mir Turab `Alî Khân Salar Jang est nommé premier ministre, il conservera ce poste jusqu'en février 1883. Le 20 mai, Asaf Jâh IV signe un nouveau traité avec les britanniques à Berar. Il remet l'administration du district de Berar aux mains des britanniques avec un revenu annuel de 500 000 roupies. Le contingent militaire cesse de faire partie de l'armée du Nizâm et devient une force auxiliaire au service du gouvernement britannique.
En mars 1854, le premier ministre Sir Salar Jang fonde la maison des savoirs (Dar al-Ulûm) où l'on peut enseigner et étudier en arabe, ourdou, persan, telugu, marathi et anglais
Le 16 mai 1856, création du département des timbres et monnaies sous la direction du Major Henry Rocky.

## La mort

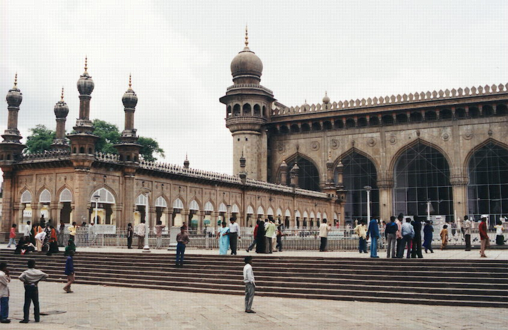
La mosquée Mecca Masjid à Hyderâbâd

Le 16 mai 1857, Nâsir ad-Dawla Asaf Jâh IV meurt. Le 18 mai, son fils aîné, Afzal a-Dawla lui succède comme vice-roi (Sudebar) du Deccan.

## Descendants
Nâsir ad-Dawla Asaf Jâh IV a eu cinq fils.